# Prunus arabica
Espèce
Prunus arabica est une espèce de plantes à fleurs de la famille des Rosaceae. C'est un amandier sauvage présent dans le Moyen-Orient.

## Caractéristiques
C'est un arbuste en forme de balai mesurant entre 0,75 et 2 m de hauteur avec une écorce de couleur marron. Le limbe mesure 15 à 44 mm de longueur et 3 à 10 mm de largeur, et le pétiole 5 à 8 mm. Ses fleurs ont un hypanthe et un sépale de couleur rouge foncé (et vert à l'intérieur des sépales) et des pétales blancs, rose pâle ou rose. Les fleurs sont portées sur un pédicelle d'environ 3 mm de long (jusqu'à 6 mm quand le fruit est arrivé à maturité).
On le trouve dans des contrées arides ou semi-arides à une altitude de 500 à 2 700 m. Une étude génétique et morphologique suggère que Prunus arabica est conspécifique avec Prunus scoparia (en), dont il serait le plus proche parent. Étant extrêmement économe en eau, il est fréquemment cultivé comme rempart à la désertification, ainsi que pour prévenir l'érosion des sols, notamment sur des terrains en pente.